# Municipio de Tonaya
El municipio de Tonaya es un municipio de la Región Sierra de Amula del estado de Jalisco, México. Algunos historiadores afirman que Tonaya fue fundada en el siglo VI de nuestra era por una tribu Tolteca. Entre las actividades económicas, sin duda la fabricación del destilado de agave es la que le ha dado renombre a nivel regional y nacional.
Existen aproximadamente una decena de casas productoras de esta bebida, mismas que emplean a numerosos trabajadores locales y regionales.
En lo religioso existe una devoción especial por la Virgen de la Asunción. Predominan los creyentes de la fe católica. La fiesta religiosa más importante se celebra entre el 6 y el 15 de agosto.
Entre la víspera de Navidad y hasta Año Nuevo se llevan a cabo las fiestas taurinas.

## Toponimia
Tonaya proviene de la palabra náhuatl, tonatiuh; y significa: "al oriente donde sale el sol".

## Historia
Tonaya, estaba situado al oriente del actual pueblo sobre los llanitos de unas lomas que aún guardan los restos de la capilla y cimientos de sus habitantes. Perteneció al cacicazgo de Tuxcacuesco, dependiente a su vez de la provincia de Amole. Esta provincia comprendía el territorio desde la falda de los volcanes de Colima hasta las playas de Barra de Navidad. El nombre se tomó de la raíz amole que usaban los naturales para lavar ropa.
Los fundadores de la provincia fueron Otomí Tlatoli, Tzamitlocy Tlayomich, quienes en unión de varios naturales salieron a poblar la provincia. Al establecerse, murieron numerosos indígenas y sus familias, Los sobrevivientes eligieron a Tzomitloc o Amole como cacique.
Desde 1825 perteneció al 4° cantón de Sayula hasta 1887 en que pasa a depender del 9° cantón de Zapotlán el Grande. Su erección como municipio es anterior a 1837 como se desprende del decreto del 6 de octubre de ese año.
Durante el siglo XIX hubo intensas migraciones de personas de origen francés, alemán, judío y nórdico, quienes venían en busca de oportunidades en las minas de oro y plata ubicada al norponiente de la población. La mayor parte de ellos se quedó a trabajar en haciendas. Por su condición de inmigrantes no católicos, muchos de ellos tuvieron que cambiar sus apellidos a otros más cristianizados. Solo una pequeña porción de apellidos se conserva intacta hasta la actualidad. Los descendientes de franceses y alemanes constituyen casi el 73% de la población total de Tonaya. Existen comunidades rurales donde el acervo genético se ha conservado íntegramente. Éstudios realizados en el 2004 por la U de G[cita requerida] demostraron que el 29.4% de la población posee ojos de color azul, 27% verdes y el resto tonos oscuros. Sin embargo, el 98% muestra rasgos caucasoides.

## Descripción geográfica

### Ubicación
Tonaya se localiza en la parte sur del estado de Jalisco, en las coordenadas 19°47′ de latitud norte y 103°58′ de longitud oeste; a una altitud de 900 metros sobre el nivel del mar.
El municipio colinda al norte con el municipio de Chiquilistlán; al este con los municipios de Tapalpa y San Gabriel; al sur con el municipio de Tuxcacuesco; al oeste con los municipios de Tuxcacuesco, El Limón y Ejutla.

### Orografía
Más de la mitad de su superficie (54%) está conformada por zonas accidentadas, ocupadas por montañas pertenecientes a las estribaciones de la sierra de Tapalpa; zonas y cochinadas (14%); y de zonas planas (14%). Las alturas varían de los 900 a los 1,000 m s. n. m.
Suelos. 
El municipio tiene una superficie territorial de 49,128 ha, de las cuales 4,422 son utilizadas con fines agrícolas, 28,100 en la actividad pecuaria, 4,900 son de uso forestal, 140 son suelo urbano y 8,805 ha tienen otro uso, no especificándose el uso de 2,761. En lo que a la propiedad se refiere a una extensión de 37,525 ha es privada y otra de 8,842 es ejidal, no existiendo propiedad comunal. De 2,761 ha, no se especifica el tipo de propiedad.

### Hidrografía
Sus recursos hidrológicos son proporcionados por los ríos Tuxcacuesco y Jiquilpan; hacia el norte, por el arroyo de Tonaya que es de caudal permanente, así como los de Tepames, Santa Gertrudis, La Zorra, Temppisque y otros arroyos de temporal; hay ojos de agua, como: Coatlancillo, Amacuahutitlán y Agua Salada.

### Clima
El clima es semiseco, primavera seca y semicálido sin cambio térmico invernal bien definido. La temperatura media anual es de 18.6°C, con máxima de 32.7 °C y mínima de 16.8 °C. El régimen de lluvias se registra entre los meses de junio y agosto, contando con una precipitación media de 617.7 mm. Los vientos dominantes son en dirección..?

### Flora y fauna

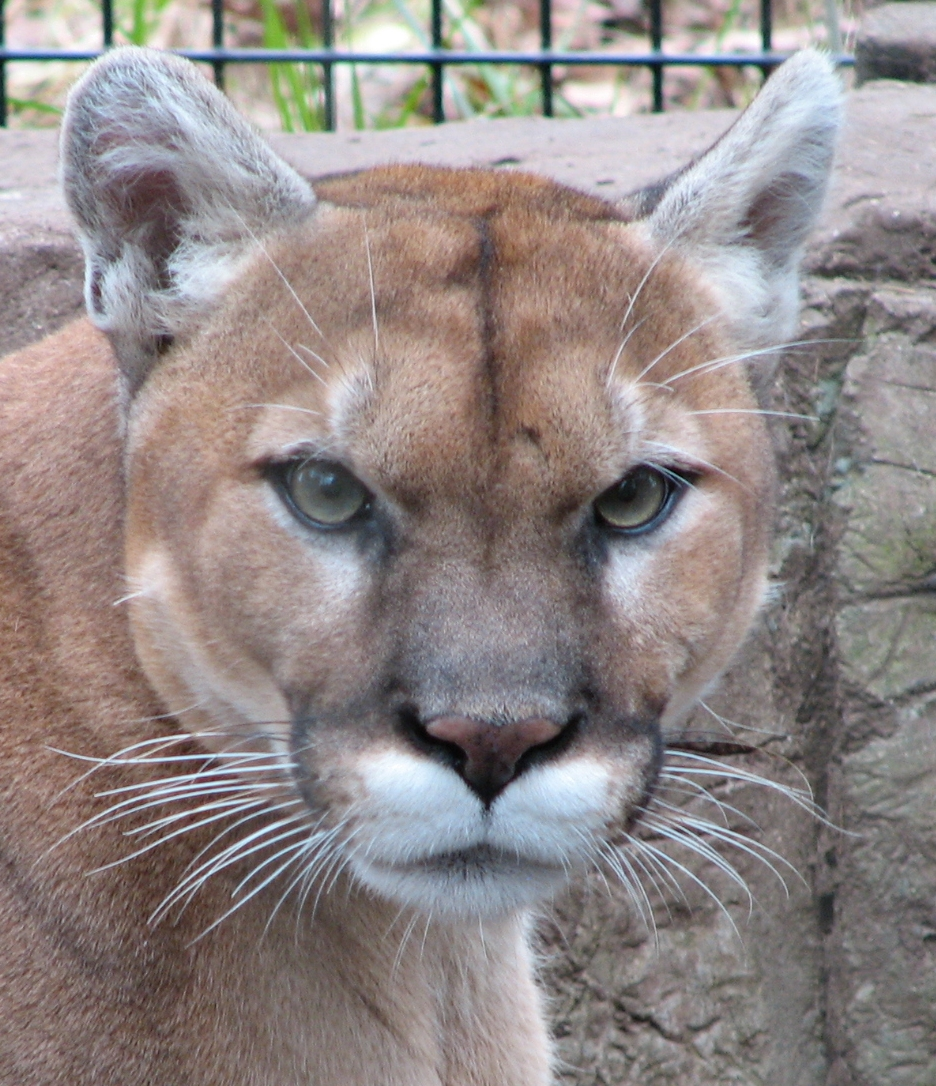
El puma habita en el municipio.

La flora se compone de roble, pino y encinoen las partes norte y este del municipio, cercanos con la sierra de tapalpa, y huizaches, amoles, y pastizales en la parte centro,.
El venado, la huilota, el puma, el tigrillo, la liebre, varias especies de reptiles y diversas aves habitan en esta región.
- venado[6]
  - Odocoileus virginianus
- puma[6]
  - Puma concolor
- gato montés[7]
  - Lynx rufus[7]
- coyote[7]
  - Canis latrans[7]
- ardilla[7]
  - Sciurus aureogaster[7]
- hüilota[6]
- y diversos tipos de aves

## Demografía

### Localidades
En el censo de 2020 el municipio de Tonaya contaba con 22 localidades.
| Código INEGI    | Localidad                | Población (2020) |
| --------------- | ------------------------ | ---------------- |
| 141020001       | Tonaya                   | 3 706            |
| 141020010       | Coatlancillo             | 521              |
| 141020015       | Las Higueras             | 239              |
| 141020009       | El Cerrito               | 236              |
| 141020003       | Los Asmoles              | 202              |
| 141020022       | El Paso de San Francisco | 177              |
| 141020016       | Las Liebres              | 169              |
| 141020037       | Atarjeas de Covarrubias  | 152              |
| 141020028       | San Luis Tenango         | 134              |
| 141020002       | Amacuautitlán            | 115              |
| 141020013       | Los González             | 99               |
| 141020025       | San Rafael               | 71               |
| 141020034       | Alpizahua                | 35               |
| 141020027       | Tecomatlán               | 28               |
| 141020026       | Santa Gertrudis          | 27               |
| 141020019       | Metapan                  | 19               |
| 141020023       | La Piña                  | 17               |
| 141020035       | Coyotomate               | 4                |
| 141020044       | La Cofradía              | 4                |
| 141020073       | Rancho Escondido         | 3                |
| 141020047       | La Casita                | 2                |
| 141020043       | Bonetillo                | 1                |
| Total municipal | Total municipal          | 5 961            |

## Economía
Agricultura. Destacan el maíz, garbanzo, cacahuate, sorgo y melón.
Ganadería. Se cría ganado bovino, porcino, ovino y caprino. Aves y colmenas.
Industria. Se industrializa el mezcal.
Explotación forestal. Se explota el roble y encino.
Minería. Existen yacimientos de minerales metálicos como oro, plata y cobre; y no metálicos cal, yeso y mármol.
Pesca. Se captura chacal, mojarra y bagre.
Comercio. Predomina el comercio dedicado a la venta de productos de primera necesidad y los comercios mixtos que expenden artículos diversos.
Servicios. Se ofrecen servicios profesionales, técnicos, comunales, sociales, personales, turísticos

## Turismo
Arquitectura
- Hacienda Coatlancillo.
- Hacienda las Higueras.
- Hacienda Tecomatlan.
- Hacienda Amacuauhtitlán.
- Hacienda El Paso de San Francisco.
- Hacienda El Refugio.
- Rancho ojo de agua .

Artesanías
- Elaboración de: trabajos de deshilado a mano, huaraches, artículos de madera y talabartería y soguillas de cuero crudo además de la elaboración artesanal del licor de agave y tequila que se producen en esta región.

Centros culturales
- Presidencia municipal.
- Casa de la cultura doctor Mónico Soto
- Unidad deportiva México Bicentenario

Esculturas y monumentos
Iglesias
- Templo de la Virgen de Tonaya.
- Templo de La Asunción.

Lagunas
- Laguna de las Palmas.

## Fiestas
Fiestas civiles
- Fiestas taurinas. Del 23 de diciembre al 1 de enero.

Fiestas religiosas
- Fiesta en honor de la Asunción de la Virgen de Tonaya. Del 6 al 15 de agosto.
- Coronación de la Virgen de Tonaya. 15 de enero.
- Fiesta en honor de San José. 19 de marzo.
- Fiesta en honor de la Virgen de Guadalupe. 12 de diciembre.

## Personas destacadas
- Ing José Luis Ortiz García. Político, historiador y escritor, sus obras notables El ANDAR de Tonaya, Jalisco y sus Gobernantes, El Otro Don Porfirio, La Soberana Convención de Aguascalientes.￼
- Felipe Pérez Corona. Coronel y médico.
- J. Jesús Arias Sánchez. Escritor.
- José Trinidad Lepe Preciado. Escritor y periodista .
- Mónico Soto Grajeda. Médico.
- José Antonio Michel. Músico y compositor
- José María García Cervantes. Hacendado
- Severiano Perez Rulfo Vizcaino. Hacendado.
- Benjamin Corona Pelayo. Hacendado
- Miguel Michel Leal. Escultor